# Ozonolýza
Ozonolýza je oxidační reakce alkenů nebo alkynů, při které dochází ke štěpení násobné vazby ozonem.
Obecné schéma ozonolýzy:

## Historie
Ozonolýza byla objevena Christianem Friedrichem Schönbeinem, německým chemikem pracujícím ve Švýcarsku, který v roce 1840 objevil ozon. Před příchodem moderních spektroskopických technik to byla důležitá metoda pro určení struktury organických molekul, především přírodních látek, které dokáže štěpit v místě dvojné vazby na menší, snadněji identifikovatelné fragmenty.

## Ozonolýza alkenů
Alkeny mohou být ozonem oxidovány na aldehydy, ketony, alkoholy nebo karboxylové kyseliny.
Obvykle se ozon nechává probublávat roztokem alkenu v rozpouštědle (nejčastěji v methanolu či dichlormethanu) při nízké teplotě (cca −70 °C), dokud nezíská charakteristické modré zbarvení. Takový surový produkt je velmi nestálý a proto se ihned dále zpracovává. Při redukčním zpracování za použití zinkového prachu či trifenylfosfinu jsou produkty karbonylové sloučeniny (aldehydy a ketony). Silnější redukční činidla jako LiAlH4 (tetrahydridohlinitan lithný) nebo NaBH4 (tetrahydridoboritan sodný) redukují ozonid na alkoholy. Při oxidativním zpracování vznikají karboxylové kyseliny.

## Ozonolýza alkynů
Alkyny lze podrobit ozonolýze obdobně jako alkeny. Reakce však probíhá asi tisíckrát pomaleji, proto je možné selektivně ozonolyzovat pouze dvojnou vazbu vedle trojné.
Při ozonolýze alkynů obvykle vzniká anhydrid kyseliny či diketon. Pro tuto reakci není potřeba redukční činidlo. Přesný reakční mechanismus dosud není zcela znám. Při provedení reakce za přítomnosti vody anhydrid hydrolyzuje na dvě karboxylové kyseliny.